# 91-й гвардейский штурмовой авиационный полк
91-й гвардейский штурмовой Владимир-Волынский Краснознамённый ордена Кутузова авиационный полк  — авиационная воинская часть ВВС РККА штурмовой авиации в Великой Отечественной войне.

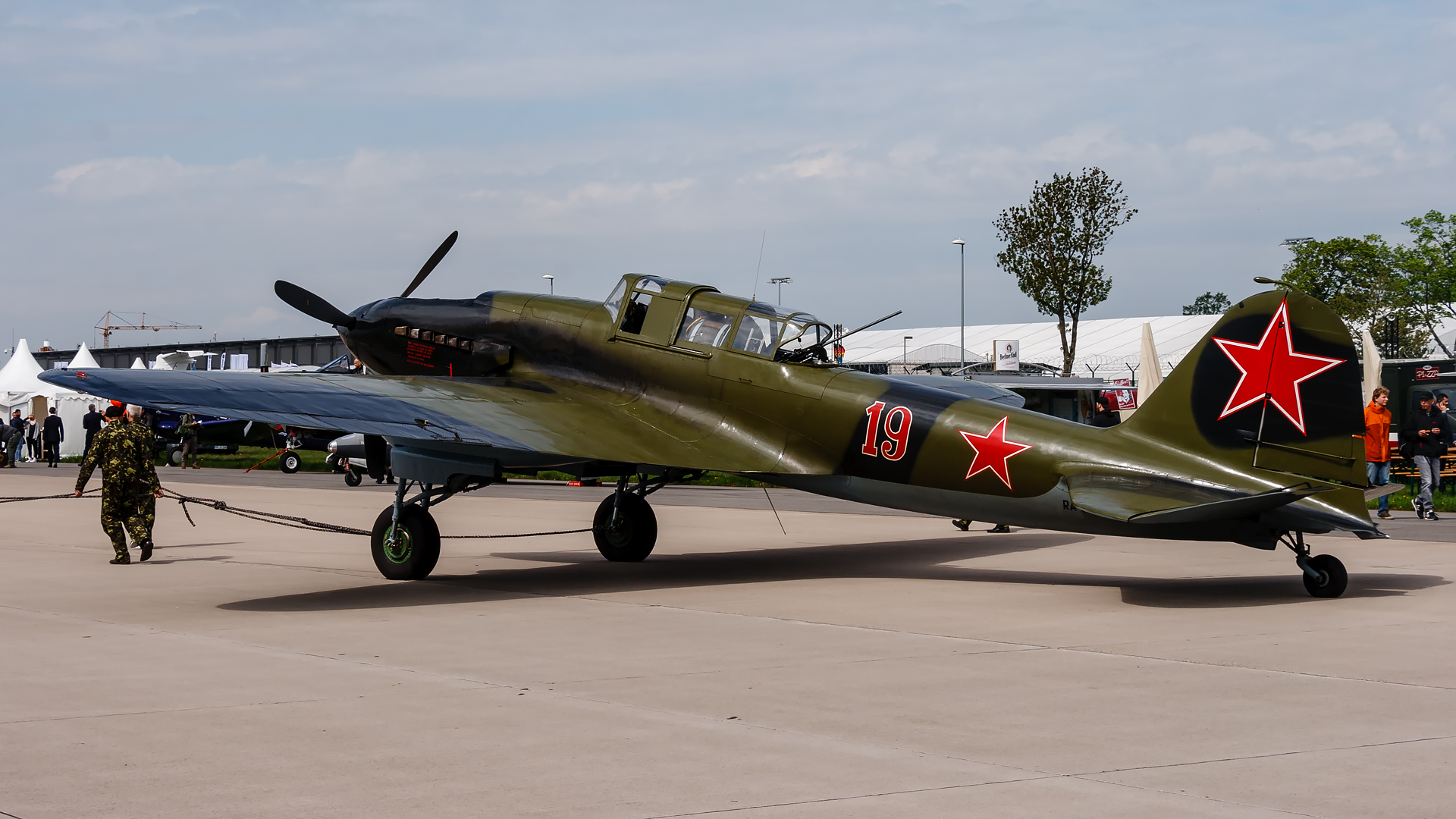
Самолет Ил-2 стоял на вооружении полка до конца войны. Конструкторы называли разработанный ими штурмовик Ил-2 «летающим танком», пилоты-истребители люфтваффе прозвали его «бетонным самолётом» (нем. Betonflugzeug), солдаты вермахта называли его «чумой» (нем. Schwarzer Tod, дословно: «чёрная смерть»).

## Наименование полка
В различные годы своего существования полк имел наименования:
- 685-й ночной бомбардировочный авиационный полк;
- 685-й штурмовой авиационный полк
- 91-й гвардейский штурмовой авиационный полк (01.05.1943 г.)[1];
- 91-й гвардейский штурмовой авиационный Владимир-Волынский полк (09.03.1944 г.)[2];
- 91-й гвардейский штурмовой авиационный Владимир-Волынский Краснознамённый полк (05.04.1945 г.)[3].
- 91-й гвардейский штурмовой авиационный Владимир-Волынский Краснознамённый ордена Кутузова полк (04.06.1945 г.)[3].

## История и боевой путь полка
685-й ночной бомбардировочный авиационный полк сформирован к ноябрю 1941 года на базе Челябинской авиационной школы стрелков-бомбардиров на самолётах Р-5. С ноября 1941 года полк вошел в состав ВВС 10-й армии, которая была сосредоточена юго-западнее Рязани, позже вместе с ВВС армии вошел в состав войск Западного фронта и принимал участие в сражениях:
- Московская битва — с 5 декабря 1941 года по 20 апреля 1942 года.
- Тульская оборонительная операция — 24 октября по 5 декабря 1941 года.

С конца марта полк выведен в подчинение ВВС Западного фронта. В составе ВВС франта принимал участие в Ржевско-Вяземской стратегической наступательной операции до 20 апреля 1942 года. 19 мая 1942 года выведен с фронта..
С июнь по июль 1942 года полк был переформирован в 685-й штурмовой и с 27 июня вошел в 212-ю штурмовую авиадивизию 3-й воздушной армии Калининского фронта. В её составе поддерживал войска фронта в оборонительной операции, затем участвовал в Ржевско-Сычёвской наступательной операции. С 25 ноября 1942 года полк участвовал в Великолукской наступательной операции. 1 мая 1943 года за боевые отличия на Калининском и Белорусском фронтах в районе городов Великие Луки, Невель, Нелидово и Ржев дивизия была преобразована в 4-ю гвардейскую штурмовую, а 685-й штурмовой авиаполк — в 91-й гвардейский.
Летом и осенью 1943 года полк и дивизия в составе 5-го штурмового авиакорпуса 2-й воздушной армии Воронежского фронта (с 20 октября 1943 года — 1-й Украинский фронт) участвовали в Курской битве, освобождении Левобережной Украины и битве за Днепр, в освобождении городов Белгород, Харьков и Киев.
В составе 4-й гвардейской штурмовой авиадивизии полка принимал участие Проскуровско-Черновицкой операции, освобождая города Староконстантинов, Проскуров, Каменец-Подольский, Тарнополь. За отличие в боях при овладении городами Владимир-Волынский и Рава-Русская 20 июля 1944 года полку присвоено почётное наименование «Владимир-Волынский».
С 13 июля 1944 года полк в составе дивизии принимает участие во Львовско-Сандомирской операции с целью освобождения Западной Украины и занятия Юго-Восточной Польши, взаимодействуя с 1-й танковой армией, в интересах которой произвел 369 боевых вылетов, чем способствовал успешному выходу армии на реку Сан и окружению Львова. Полк отличился при освобождении городов Львов, Жешув, Дембица, в боях за овладением плацдармов на реке Висла, особо на сандомирском плацдарме. Позже в составе 2-го Украинского фронта принимал участие в боях в Трансильвании и Венгрии, окружении и уничтожении окруженной будапештской группировки противника, овладении городами Турда, Клуж, Сольнок, Ньиредьхаза, Орадеа-Маре, Мишкольц, Будапешт и Комарно. За образцовое выполнение заданий командования в боях с немецкими захватчиками при овладении городом Будапешт и проявленные при этом доблесть и мужество Указом Президиума Верховного Совета СССР от 5 апреля 1945 года полк награждён орденом «Красного Знамени».
При освобождении Чехословакии и Австрии в ходе Братиславско-Брновской и Венской операциях полк содействовал наземным войскам в освобождении городов Нове-Замки, Трнава, Братислава, Брно и Вена. За успешные боевые действия воины полка 38 раз поощрялись Верховным Главнокомандующим и награждён орденом Красного Знамени и орденом Кутузова III степени.
Закончил войну полк в Чехословакии под Брно. В составе действующей армии полк находился с 9 июля 1943 года по 11 мая 1945 года.
С ноября 1941 по ноябрь 1944 года полк выполнил 1549 боевых вылетов. Орденами и медалями награждены 114 воинов полка, звания Героя Советского Союза удостоены 14 человек.
После войны полк входил в состав 4-й гвардейской штурмовой авиадивизии 5-й воздушной армии до 10 июня 1945 года и базировался на аэродроме Брно. С 10 июня полк вместе с дивизией вошли в составе 5-й воздушной армии в Одесский военный округ и перебазировался на аэродром Котовск (Одесская область). В 1946 году полк перебазировался в Первомайск (Николаевская область), где был расформирован вместе с дивизией в марте 1947 года.

## Командиры полка
- майор Бондаренко Пётр Демьянович, 11.1941 — 05.1942
- майор Михевичев Николай Германович, 26.07.1942 — 31.08.1943
- майор Левадный Александр Сидорович, 31.08.1943 — 01.05.1943
- гвардии подполковник Левадный Александр Сидорович, 01.05.1943 — 16.01.1944
- гвардии майор Зиновьев Михаил Иванович, 16.01.1944 — 07.1944
- гвардии подполковник Коряков Василий Николаевич — с июля 1944 года до окончания войны.

## В составе соединений и объединений
| Дата          | Фронт (округ)          | Армия               | Корпус                           | Дивизия                                       |
| ------------- | ---------------------- | ------------------- | -------------------------------- | --------------------------------------------- |
| 01.05.1943 г. | Степной военный округ  | 5-я воздушная армия | 8-й смешанный авиационный корпус | 4-я гвардейская штурмовая авиационная дивизия |
| 09.07.1943 г. | Степной фронт          | 5-я воздушная армия | 8-й смешанный авиационный корпус | 4-я гвардейская штурмовая авиационная дивизия |
| 19.07.1943 г. | Воронежский фронт      | 2-я воздушная армия | 8-й смешанный авиационный корпус | 4-я гвардейская штурмовая авиационная дивизия |
| 21.07.1943 г. | Воронежский фронт      | 2-я воздушная армия | 5-й штурмовой авиационный корпус | 4-я гвардейская штурмовая авиационная дивизия |
| 20.10.1943 г. | 1-й Украинский фронт   | 2-я воздушная армия | 5-й штурмовой авиационный корпус | 4-я гвардейская штурмовая авиационная дивизия |
| 16.07.1944 г. | 1-й Украинский фронт   | 8-я воздушная армия | 5-й штурмовой авиационный корпус | 4-я гвардейская штурмовая авиационная дивизия |
| 30.07.1944 г. | 1-й Украинский фронт   | 2-я воздушная армия | 5-й штурмовой авиационный корпус | 4-я гвардейская штурмовая авиационная дивизия |
| 01.09.1944 г. | 2-й Украинский фронт   | 5-я воздушная армия | 5-й штурмовой авиационный корпус | 4-я гвардейская штурмовая авиационная дивизия |
| 09.05.1945 г. | 2-й Украинский фронт   | 5-я воздушная армия | 5-й штурмовой авиационный корпус | 4-я гвардейская штурмовая авиационная дивизия |
| 10.06.1945 г. | Одесский военный округ | 5-я воздушная армия | 5-й штурмовой авиационный корпус | 4-я гвардейская штурмовая авиационная дивизия |
| 01.01.1946 г. | Одесский военный округ | 5-я воздушная армия | 9-й смешанный авиационный корпус | 4-я гвардейская штурмовая авиационная дивизия |
| 31.03.1947 г. | Одесский военный округ | 5-я воздушная армия | 9-й смешанный авиационный корпус | 4-я гвардейская штурмовая авиационная дивизия |

## Участие в операциях и битвах
- Курская битва:
  - Белгородско-Харьковская операция «Румянцев» с 3 августа 1943 года по 23 августа 1943 года.
- Киевская наступательная операция с 3 ноября 1943 года по 22 декабря 1943 года.
- Днепровско-Карпатская операция:
  - Житомирско-Бердичевская операция с 24 декабря 1943 года по 14 января 1944 года.
  - Корсунь-Шевченковская операция с 24 января по 17 февраля 1944 года.
  - Проскуровско-Черновицкая операция с 4 марта 1944 года по 17 апреля 1944 года.
- Львовско-Сандомирская операция с 13 июля 1944 года по 3 августа 1944 года.
- Будапештская операция с 29 октября 1944 года по 13 февраля 1945 года.
- Венская операция с 16 марта 1945 года по 15 апреля 1945 года.
- Братиславско-Брновская операция с 25 марта 1945 года по 5 мая 1945 года.
- Пражская операция с 6 мая 1945 года по 11 мая 1945 года.

## Награды
- 91-й гвардейский штурмовой авиационный Владимир-Волынский полк за образцовое выполнение заданий командования в боях с немецкими захватчиками при овладении городом Банска Штявница и проявленные при этом доблесть и мужество Указом Президиума Верховного Совета СССР от 5 апреля 1945 года награждён орденом «Красного Знамени»[3].
- 91-й гвардейский штурмовой авиационный Владимир-Волынский Краснознамённый полк за образцовое выполнение заданий командования в боях с немецкими захватчиками при овладении городами Яромержице, Зноймо, Голлабрун, Штоккерау и проявленные при этом доблесть и мужество Указом Президиума Верховного Совета СССР от 4 июня 1945 года награждён орденом Кутузова III степени[3].

## Почетные наименования
- 91-му гвардейскому штурмовому авиационному полку за отличие в боях при овладении городами Владимир-Волынский и Рава-Русская 20 июля 1944 года присвоено почётное наименование «Владимир-Волынский»[2].

## Благодарности Верховного Главнокомандующего
Воинам полка в составе 4-й гвардейской штурмовой дивизии объявлены благодарности Верховного Главнокомандующего:
- За отличие в боях при овладении столицей Советской Украины городом Киев — крупнейшим промышленным центром и важнейшим стратегическим узлом обороны немцев на правом берегу Днепра[6].
- За отличие в боях при овладении оперативно важным узлом железных дорог и городом Жмеринка[7].
- За отличие в боях при овладении областным и крупным промышленным центром Украины городом Винница, превращенным немцами в мощный опорный пункт обороны на Южном Буге[8].
- За отличие в боях при овладении городом и оперативно важным железнодорожным узлом Чертков, городом Гусятин, городом и железнодорожным узлом Залещики на реке Днестр и освобождении более 400 других населенных пунктов[9].
- За отличие в боях при овладении городом овладение городом городом Каменец-Подольский[10].
- За отличие в боях при овладении областным центром Украины городом Тарнополь — крупным железнодорожным узлом и сильным опорным пунктом обороны немцев на львовском направлении[11].
- За отличие в боях при овладении городами Порицк, Горохов, Радзехов, Броды, Золочев, Буек, Каменка, городом и крупным железнодорожным узлом Красное и занятии свыше 600 других населенных пунктов[12].
- За отличие в боях при овладении городом Дембица — крупным центром авиационной промышленности и важным узлом коммуникаций на краковском направлении[13].
- За отличие в боях при овладении столицей Трансильвании городом Клуж и городом Сегед — крупным хозяйственно-политическим и административным центром Венгрии[14].
- За отличие в боях при овладении штурмом городами Сату-Маре и Карей — важными опорными пунктами обороны противника в Северной Трансильвании и завершении освобождения Трансильвании от противника[15].
- За отличие в боях при овладении штурмом на территории Венгрии городом и крупным железнодорожным узлом Сольнок — важным опорным пунктом обороны противника на реке Тисса[16].
- За отличие в боях при овладении штурмом крупным узлом коммуникаций и мощным опорным пунктом обороны противники городом Мишкольц — важнейшим центром военного производства Венгрии, снабжающим немецкие и венгерские армии[17].
- За отличие в боях при прорыве сильно укрепленной обороны противника северо-восточнее Будапешта, расширении прорыва до 120 километров по фронту и, продвижении в глубину до 60 километров, выходе к реке Дунай севернее Будапешта и форсировании Дуная южнее Будапешта, овладении важными опорными пунктами обороны противника — городами Балашшадьярмат, Ноград, Вац, Асод, Эрчи и занятии более 150 других населенных пунктов[18].
- За отличие в боях при прорыве обороны немцев и овладении на территории Чехословакии городами Рожнява и Йелшава — важными опорными пунктами обороны противника[19].
- За отличие в боях при завершении разгрома окруженной группировки противника в Будапеште и полным овладением столицей Венгрии городом Будапешт — стратегически важным узлом обороны немцев на путях к Вене[20].
- За отличие в боях при овладении на территории Чехословакии городом Банска-Штявница — сильным опорным пунктом обороны немцев[21].
- За отличие в боях при овладении городом и важным железнодорожным узлом Зволен — сильным опорным пунктом обороны немцев на реке Грон[22].
- За отличие в боях при овладении Естергом, Несмей, Фельше-Галла, Тата, а также при занятии более 200 других населенных пунктов[23].
- За отличие в боях при овладении в Чехословакии городом Банска-Бистрица — важным узлом дорог и сильным опорным пунктом обороны немцев[24]
- За отличие в боях при овладении городами Дьер и Комаром — важными опорными пунктами обороны немцев на венском направлении[25].
- За овладение городами Комарно, Нове-Замки, Шураны, Комьятице, Врабле — сильными опорными пунктами обороны немцев на братиславском направлении[26].
- За отличие в боях при овладении городом Нитра, при форсировавании реки Ваг, при овладении с боем города Галанта — важного узла дорог на путях к Братиславе[27].
- За овладение городами Трнава, Глоговец, Сенец — важными узлами дорог и опорными пунктами обороны немцев, прикрывающими подступы к Братиславе[28].
- За овладение городами Малацки, Брук, Превидза, Бановце[29].
- За отличие в боях при овладении столицей Австрии городом Вена — стратегически важным узлом обороны немцев, прикрывающим пути к южным районам Германии[30].
- За отличие в боях при овладении на территории Чехословакии городом Годонин — важным узлом дорог и сильным опорным пунктом обороны немцев на западном берегу реки Морава[31].
- зЗа отличие в боях при окружении и разгроме группы немецких войск, пытавшуюся отступить от Вены на север, и овладении при этом городами Корнейбург и Флоридсдорф — мощными опорными пунктами обороны немцев на левом берегу Дуная[32].
- За отличие в боях при овладении центром нефтеносного района Австрии городом Цистерсдорф[33].
- За овладение крупным промышленным центром Чехословакии городом Брно (Брюн) — важным узлом дорог и мощным опорным пунктом обороны немцев[34].
- За овладение городами Яромержице и Зноймо и на территории Австрии городами Голлабрунн и Штоккерау — важными узлами коммуникаций и сильными опорными пунктами обороны немцев[35].

## Отличившиеся воины

### Герои Советского Союза
- Галанов Геннадий Васильевич, гвардии лейтенант, командир звена 91-го гвардейского штурмового авиационного полка 4-й гвардейской штурмовой авиационной дивизии 5-го штурмового авиационного корпуса 5-й воздушной армии Указом Президиума Верховного Совета СССР 15 мая 1946 года удостоен звания Герой Советского Союза. Золотая Звезда № 6907.
- Ермаков Иван Иванович, гвардии старший лейтенант, командир звена 91-го гвардейского штурмового авиационного полка 4-й гвардейской штурмовой авиационной дивизии 5-го штурмового авиационного корпуса 5-й воздушной армии Указом Президиума Верховного Совета СССР 23 февраля 1945 года удостоен звания Герой Советского Союза. Золотая Звезда № 2282.
- Зайцев, Дмитрий Михайлович, гвардии лейтенант, старший лётчик 91-го гвардейского штурмового авиационного полка 4-й гвардейской штурмовой авиационной дивизии 5-го штурмового авиационного корпуса 5-й воздушной армии Указом Президиума Верховного Совета СССР 15 мая 1946 года удостоен звания Герой Советского Союза. Золотая Звезда № 8989.
- Коряков, Василий Николаевич, гвардии подполковник, командир 91-го гвардейского штурмового авиационного полка 4-й гвардейской штурмовой авиационной дивизии 5-го штурмового авиационного корпуса 5-й воздушной армии Указом Президиума Верховного Совета СССР 18 августа 1945 года удостоен звания Герой Советского Союза. Золотая Звезда № 7988.
- Красновский Николай Владимирович, гвардии старший лейтенант, командир эскадрильи 91-го гвардейского штурмового авиационного полка 4-й гвардейской штурмовой авиационной дивизии 5-го штурмового авиационного корпуса 5-й воздушной армии Указом Президиума Верховного Совета СССР 26 октября 1944 года удостоен звания Герой Советского Союза. Посмертно.
- Логинов Аркадий Петрович, гвардии старший лейтенант, командир звена 91-го гвардейского штурмового авиационного полка 4-й гвардейской штурмовой авиационной дивизии 5-го штурмового авиационного корпуса 5-й воздушной армии Указом Президиума Верховного Совета СССР 23 февраля 1945 года удостоен звания Герой Советского Союза. Золотая Звезда № 2283.
- Макаров Зосим Исаакович, гвардии капитан, командир эскадрильи 91-го гвардейского штурмового авиационного полка 4-й гвардейской штурмовой авиационной дивизии 5-го штурмового авиационного корпуса 2-й воздушной армии Указом Президиума Верховного Совета СССР 4 февраля 1944 года удостоен звания Герой Советского Союза. Золотая Звезда № 2384.
- Павленко Николай Никитович, гвардии старший лейтенант, командир эскадрильи 91-го гвардейского штурмового авиационного полка 4-й гвардейской штурмовой авиационной дивизии 5-го штурмового авиационного корпуса 5-й воздушной армии Указом Президиума Верховного Совета СССР 23 февраля 1945 года удостоен звания Герой Советского Союза. Золотая Звезда № 5352.
- Просандеев Иван Климентьевич, гвардии капитан, командир эскадрильи 91-го гвардейского штурмового авиационного полка 4-й гвардейской штурмовой авиационной дивизии 5-го штурмового авиационного корпуса 5-й воздушной армии Указом Президиума Верховного Совета СССР 15 мая 1946 года удостоен звания Герой Советского Союза. Золотая Звезда № 8996.
- Симанчук Виктор Александрович, гвардии младший лейтенант, старший лётчик 91-го гвардейского штурмового авиационного полка 4-й гвардейской штурмовой авиационной дивизии 5-го штурмового авиационного корпуса 5-й воздушной армии Указом Президиума Верховного Совета СССР 15 мая 1946 года удостоен звания Герой Советского Союза. Золотая Звезда № 6147.
- Терновой Владимир Харитонович, гвардии лейтенант, командир звена 91-го гвардейского штурмового авиационного полка 4-й гвардейской штурмовой авиационной дивизии 5-го штурмового авиационного корпуса 5-й воздушной армии Указом Президиума Верховного Совета СССР 15 мая 1946 года удостоен звания Герой Советского Союза. Золотая Звезда № 9064.
- Филиппов Григорий Фёдорович, гвардии старший лейтенант, командир эскадрильи 91-го гвардейского штурмового авиационного полка 4-й гвардейской штурмовой авиационной дивизии 5-го штурмового авиационного корпуса 2-й воздушной армии Указом Президиума Верховного Совета СССР 4 февраля 1944 года удостоен звания Герой Советского Союза. Золотая Звезда № 2377.
- Шимко Григорий Лукьянович, гвардии лейтенант, старший лётчик 91-го гвардейского штурмового авиационного полка 4-й гвардейской штурмовой авиационной дивизии 5-го штурмового авиационного корпуса 5-й воздушной армии Указом Президиума Верховного Совета СССР 15 мая 1946 года удостоен звания Герой Советского Союза. Золотая Звезда № 9013.
- Широких Валентин Иванович, гвардии лейтенант, старший лётчик 91-го гвардейского штурмового авиационного полка 4-й гвардейской штурмовой авиационной дивизии 5-го штурмового авиационного корпуса 5-й воздушной армии Указом Президиума Верховного Совета СССР 15 мая 1946 года удостоен звания Герой Советского Союза. Золотая Звезда № 8999.

## Базирование полка
| Период            | Место базирования                |
| ----------------- | -------------------------------- |
| 05.1945 — 06.1945 | Брно, Чехословакия               |
| 06.1945 — 1946    | Котовск, Одесская область        |
| 1946 — 03.1947    | Первомайск, Николаевская область |